# 内裏
内裏（だいり）とは、古代都城の宮城における天皇の私的区域のこと。御所（ごしょ）、禁裏（きんり）、大内（おおうち）などの異称がある。都城の北辺中央に 官庁区画である宮城（皇城）があり、宮城内部に 天皇の私的な在所である内裏があった。

## 平安京の内裏

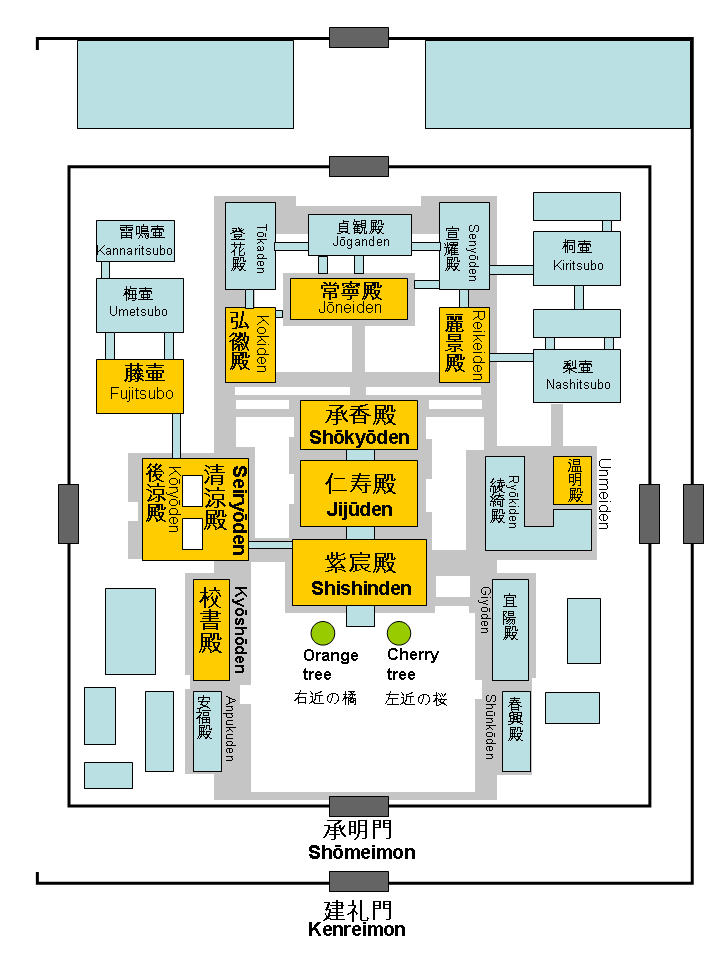
平安京内裏図

平安京の北辺には宮城である平安宮（大内裏）があり、その内部の中央東寄りに南北約300m、東西約200mの内裏が存在した。その場所は、現在の京都市上京区下立売通土屋町の付近である。内裏は、宮城の中央政庁である「朝堂院」の北側に位置し、周囲を築地に囲まれ、その内部は北側に後宮、南側に天皇の政務所である紫宸殿や日常生活の中心地である清涼殿などがあった。
平安京内裏は天徳4年9月23日（960年10月16日）の火災で全焼したあと、幾度も火災に見舞われ、やがて里内裏が現れてくると天皇はもっぱらそちらに常住するようになり、内裏の意義は低下してくる。平安宮の内裏は鎌倉時代に焼亡したのち再建されることはなく、南北朝以後は内裏の東に位置する里内裏であった土御門東洞院殿（つちみかどひがしのとういんどの）が御所となり、近世になってその内域に紫宸殿、清涼殿などが復元された。現在の京都御所がこれである。

## 皇室・天皇を表す呼称として
意味が転じて皇室を表す用語としても使用される。ルイス・フロイスはその著書『日本史』の中で天皇を「Dairi」と表記しており、当時、天皇を表す呼称として使用されていたことがわかる。